# Harry Shearer
Harry Julius Shearer (Los Angeles, 1943. december 23. –) Primetime Emmy-díjas amerikai színész, szinkronszínész, humorista, író, zenész, rádiós műsorvezető, rendező és producer.
Shearer 1979 és 1980, valamint 1984 és 1985 között a Saturday Night Live egyik szereplője volt.

## Élete
1943. december 23-án született Los Angelesben, Dora és Mack Shearer gyermekeként. Szülei osztrák és lengyel származású zsidó bevándorlók voltak. Jelentkezett a The Jack Benny Program című rádióműsorba; hét éves korában megkapta a szerepet. Egyik legjobb barátja Mel Blanc szinkronszínész volt. 1997-ben játszott az Álljon meg a nászmenet! című romantikus vígjátékban.
A hatvanas években a Los Angeles-i Egyetemen tanult.

## Magánélete
Shearer 1974-ben vette feleségül Penelope Nichols énekesnőt. 1977-ben váltak el. 1993 óta él házasságban a walesi Judith Owen énekesnővel. 2005-ben a pár elindította saját lemezkiadóját Courgette Records néven. Shearernek otthonai vannak a kaliforniai Santa Monicában, a louisianai New Orleans francia városrészében és a londoni Notting Hillben. Először 1988-ban járt New Orleansban, és azóta minden New Orleans Jazz & Heritage Fesztiválon részt vett.
Shearer gyakran beszél és ír a szövetségi védműrendszer meghibásodásáról, amely a Katrina hurrikán során elárasztotta New Orleans-t, és bírálja az erről szóló tudósításokat a médiában, valamint az Egyesült Államok hadseregének mérnöki testületének szerepét. A The Big Uneasy című filmjének DVD-megjelenése előtt Shearer különböző helyszíneken előadásokat tartott, és válaszolt a közönség kérdéseire.

## Munkássága

### Videójátékok
| Év   | Játék                       | Szerep               |
| ---- | --------------------------- | -------------------- |
| 1996 | The Simpsons Cartoon Studio | Különböző karakterek |
| 1997 | Virtual Springfield         | Különböző karakterek |
| 2001 | The Simpsons Wrestling      | Különböző karakterek |
| 2001 | The Simpsons: Road Rage     | Különböző karakterek |
| 2002 | The Simpsons Skateboarding  | Különböző karakterek |
| 2003 | The Simpsons Hit & Run      | Különböző karakterek |
| 2005 | Chicken Little              | Kutya bejelentő      |
| 2007 | The Simpsons Game           | Különböző karakterek |
| 2012 | The Simpsons: Tapped Out    | Különböző karakterek |

### Web-sorozat
| Év   | Film                     | Szerep        | Megjegyzés    |
| ---- | ------------------------ | ------------- | ------------- |
| 2011 | Kevin Pollak's Chat Show | önmaga/vendég | Epizód: "125" |

### Videóklipek
| Év   | Dal              | Szerep          | Előadó           |
| ---- | ---------------- | --------------- | ---------------- |
| 1990 | "Do the Bartman" | Seymour Skinner | Nancy Cartwright |

## Diszkográfia
| Album                              | Megjelenés | Cím                |
| ---------------------------------- | ---------- | ------------------ |
| It Must Have Been Something I Said | 1994       | Rhino              |
| Dropping Anchors                   | 2006       | Courgette          |
| Songs Pointed and Pointless        | 2007       | Courgette          |
| Songs of the Bushmen               | 2008       | Courgette          |
| Greed and Fear                     | 2010       | Courgette          |
| Smalls Change                      | 2018       | Twanky Records/BMG |

## Bibliográfia
- Shearer, Harry. Man Bites Town. St Martins Press (1993). ISBN 0-312-08842-6
- Shearer, Harry. It's the Stupidity, Stupid: Why (Some) People Hate Clinton and Why the Rest of Us Have to Watch. Ballantine Books/Library of Contemporary Thought (1999). ISBN 0-345-43401-3
- Shearer, Harry. Not Enough Indians. Justin, Charles and Company (2006). ISBN 1-932112-46-4